# Ruta 1513 (Lima)
La ruta 1513 o "la N/F" es una ruta de transporte público de la ciudad de Lima, que conecta los distritos de Carabayllo y Magdalena del Mar. El trayecto de esta ruta consta de 84 paradas y dura aproximadamente entre 2 y 3 horas.

## Características
Esta ruta de transporte público está administrada por la Empresa de Transportes Nor Lima S.A. (ETNOLSA), y comparte similitud con las rutas 1503, 1504, 1514, 1611, 1615 y 1704, que transitan por el recorrido Carabayllo - Universitaria - Plaza San Miguel.

### Autorización
La ruta 1513 se encuentra autorizada por la Municipalidad Metropolitana de Lima (MML) y la Autoridad de Transporte Urbano (ATU).

## Trayecto
Los autobuses de la ruta 1513 (aprox. 70) comienzan a operar a las 5:00 a.m. y terminan a las 11:00 p.m. por los distritos de Carabayllo, Comas, Los Olivos, San Martín de Porres, Lima, Pueblo Libre y San Miguel y Magdalena del Mar en la provincia de Lima; pasando por importantes lugares, tales como los clubes metropolitanos Manco Cápac, Sinchi Roca y Lloque Yupanqui, las estaciones del Metropolitano Chimpu Ocllo, Los Incas, Andrés Belaúnde, 22 de Agosto y Universidad, las universidades de Ciencias y Humanidades, San Marcos, Católica y la Plaza San Miguel.

### Terminales
Su terminal de ida se encuentra en el centro poblado Punchauca, en Carabayllo y su terminal de vuelta se encuentra en la urbanización Orbea, en Magdalena del Mar.

### Recorrido
| Dirección                   | Avenidas y calles |
| --------------------------- | --- |
| Ida Hacia Magdalena del Mar | Av. Túpac Amaru - Av. Manuel Prado - Av. Universitaria - Av. Parque Zonal - C. B - C. 9 - Jr. El Lupino - Av. Merino Reyna Oeste - Av. José Carlos Mariátegui - Av. Señor de Caudivilla - Av. Universitaria - Av. Óscar Raimundo Benavides - Av. Aurelio García y García - Av. Venezuela - Av. Universitaria - Av. Lima - Jr. José de San Martín - Jr. Francisco Bolognesi. |
| Vuelta Hacia Carabayllo     | Jr. Grau - Av. Tacna - Jr. Independencia - C. Diego Quispe Tito - Av. Universitaria - Av. Ramón Herrera - Av. Universitaria - Av. Señor de Caudivilla - Av. José Carlos Mariátegui - Av. Merino Reyna Oeste - Jr. El Lupino - C. 9 - C. B - Av. Parque Zonal - Av. Universitaria - Av. Manuel Prado - Av. Túpac Amaru.                                                      |

Actualmente la ruta 1513 solo dirige hasta el cruce de las avenidas Universitaria y Lima en San Miguel.

## Rutas relacionadas
1503 (Carabayllo - San Miguel), 1504 (Carabayllo - Pueblo Libre), 1514 (Carabayllo - San Miguel), 1604 (Carabayllo - Lince), 1611 (Puente Piedra - Lince), 1615 (Carabayllo - Lince), 1704 (Carabayllo - San Juan de Miraflores), 1901 (Puente Piedra - La Perla).